# Morgan (ciudad)
Morgan es una ciudad en el sur de Australia en la margen derecha del río Murray, justo aguas abajo de donde pasa de fluir aproximadamente hacia el oeste a aproximadamente hacia el sur. Se encuentra a unos 161 kilómetros al noreste de Adelaide, y a unos 315 kilómetros río arriba de Murray Mouth. En el censo de 2006 tenía una población de aproximadamente 326 habitantes.

## Historia
Se registran varios nombres indígenas: Korkoranna para la propia Morgan, Koolpoola para los pisos opuestos y Coerabko ('Katarapko'), que significa lugar de encuentro, para la localidad de la curva. 
Morgan se encuentra en las tierras tradicionales del pueblo Ngaiawang. La gente del pueblo se mudó al área de Morgan cuando perdieron el acceso a sus tierras tradicionales más al sur.
Los primeros europeos en visitarlos fueron la expedición de Charles Sturt que pasó en un bote de remos en 1830. Los primeros europeos que visitaron por tierra a caballo en marzo de 1838, fueron la expedición de Jhon Hill, John Jackson Oakden, Willis y Wood. Observaron una gran población indígena. La localidad fue originalmente conocida por los europeos como North West Bend, o Nor'west Bend, o Great South Bend, debido a un cambio agudo en la tendencia y dirección del Río Murray. La corriente del río que fluye hacia el oeste gira aquí para fluir hacia el sur. La cercana estación pastoral pionera, Northwest Bend Station, establecida en la década de 1840, todavía lleva ese nombre.
La ciudad fue proclamada en 1878, el año en que se inauguró la línea ferroviaria de Adelaida a través de la ciudad de Kapunda y fue nombrada en ese momento en honor a Sir William Morgan en ese entonces Secretario Jefe y más tarde Primer Ministro de Australia del Sur. Se construyó un gran muelle y Morgan, al ser la terminal ferroviaria se convirtió en uno de los puertos más concurridos del río Murray. Manejaba casi todos los productos que se importaban y exportaban (particularmente lana) hacia y desde una vasta región río arriba de Morgan a lo largo de los ríos Murray y Darling. En su apogeo, Morgan fue el segundo puerto más activo de Australia del Sur (solo detrás de Port Adelaide), con seis trenes en un día transportando carga desde Murray hasta el mar en Port Adelaide. A medida que el transporte por carretera mejoró durante la primera parte del siglo XX, el transporte fluvial disminuyó. 
El ferrocarril a Morgan finalmente cerró en 1969.

## Listados patrimoniales
Morgan tiene una serie de edificios catalogados como patrimonio, que incluyen:
- Terraza del ferrocarril: estación de tren de Morgan y casa del maestro de la estación.[6]
- 11 Terraza del ferrocarril: Fila de la oficina de correos.[7]
- 25 Terraza del ferrocarril: Tienda de Landseer.[8]
- Muelle Morgan.[9]

## Morgan moderno
Morgan hoy es bien conocido por su número de casa flotante, amarres y servicios. Un servicio de ferry de transporte por carretera gratuito funciona las 24 horas para los cruces de ríos. Justo al sur (aguas abajo) se encuentra un desarrollo frente al río llamado Brenda Park, que ha florecido desde la Segunda Guerra Mundial, originalmente como chozas rústicas, pero ahora como casas de vacaciones de prestigio frente al mar.
A pesar de estos nuevos desarrollos muchos edificios históricos permanecen en la ciudad. Varios de estos edificios tienen carteles que muestran su uso y apariencia anteriores. Los dos hoteles, ambos históricos se encuentran uno frente al otro, frente al río. Un parque de caravanas se encuentra cerca de la orilla del río. Morgan se encuentra en el área de gobierno local del Consejo Mid Murray, el distrito electoral estatal de Stuart y la División federal de Barker .
Durante la Segunda Guerra Mundial, el oleoducto Morgan-Whyalla se construyó desde el río Murray en Morgan para suministrar agua dulce a la ciudad de Whyalla.

## Glería

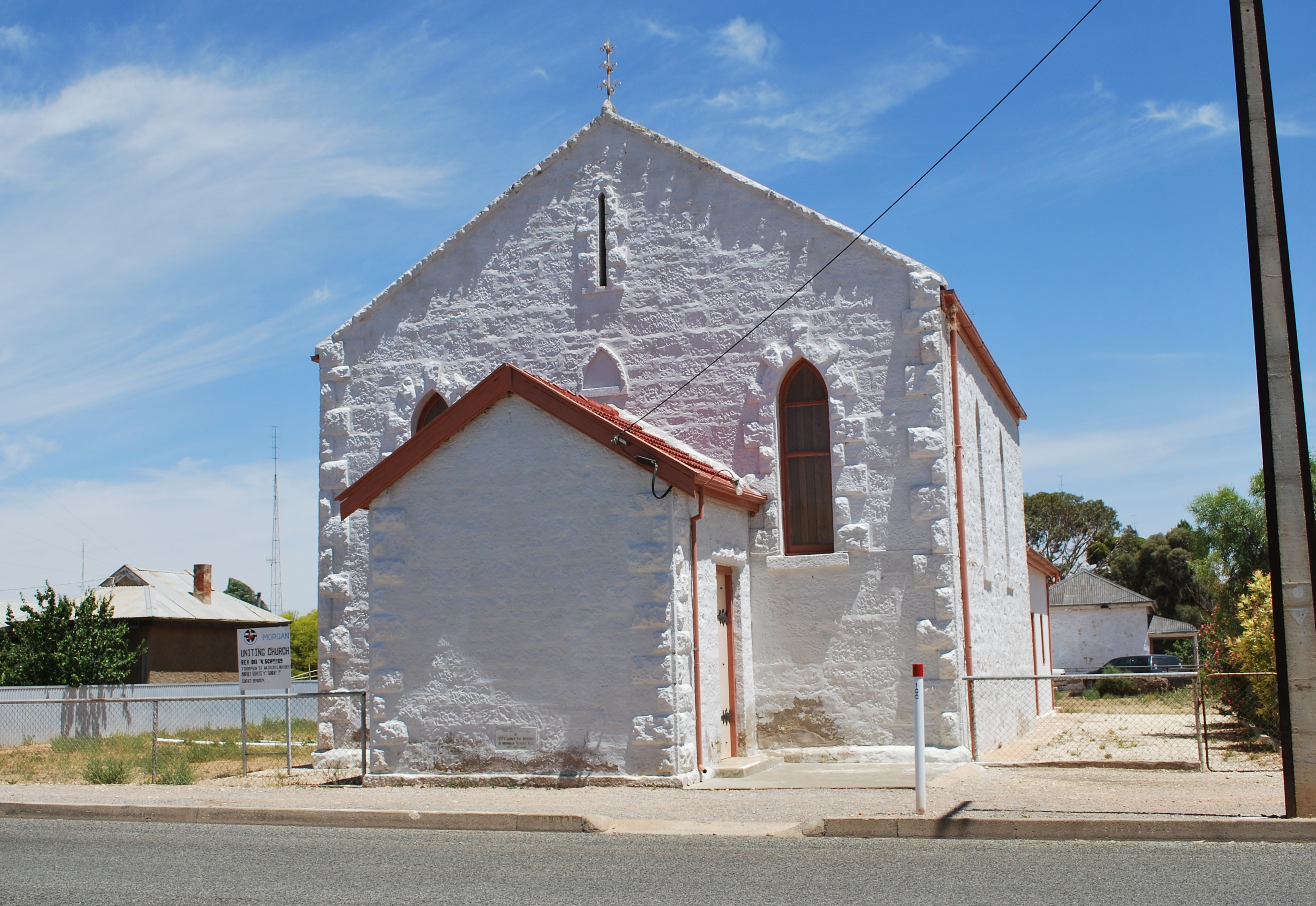
Iglesia unida
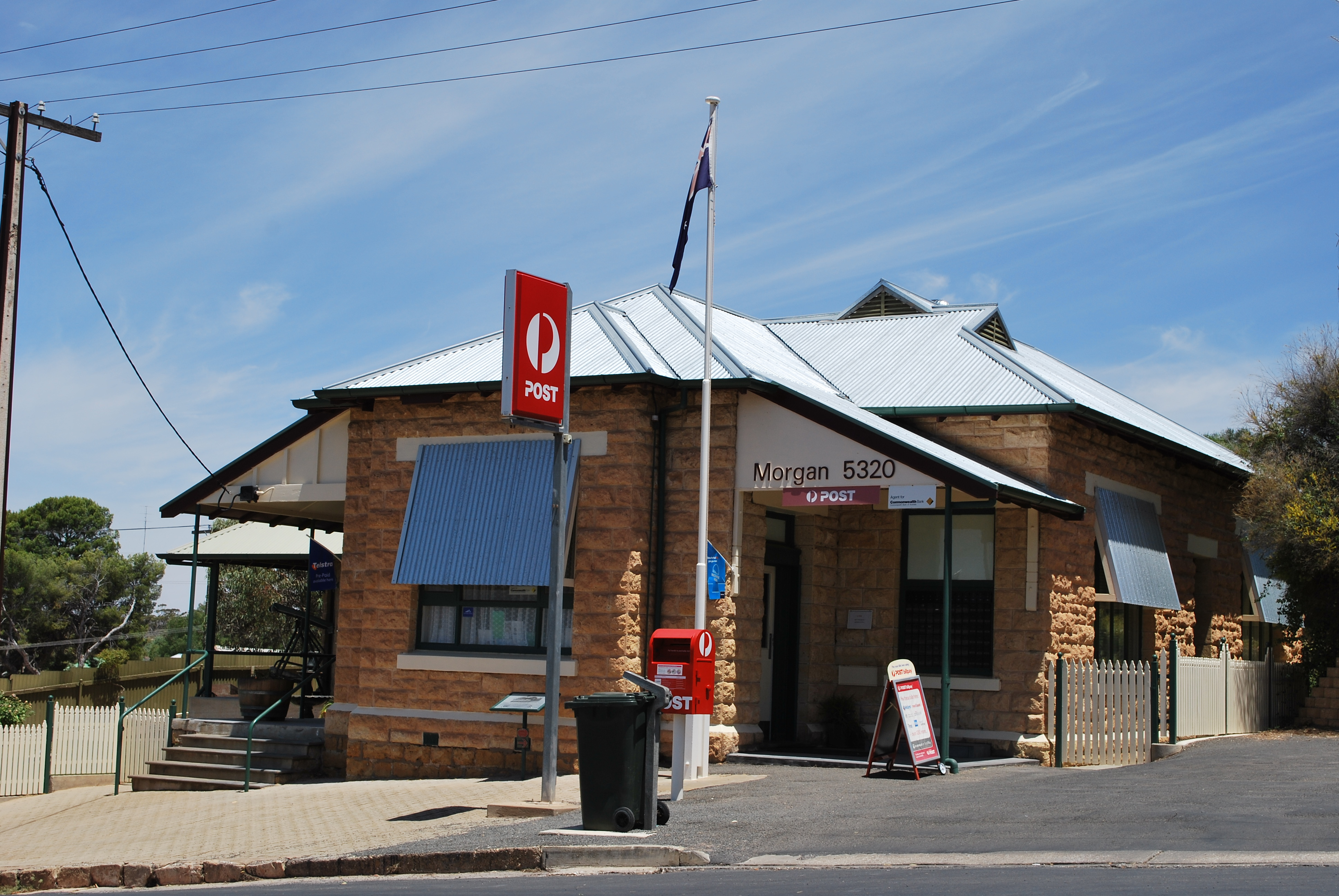
Oficina de correos
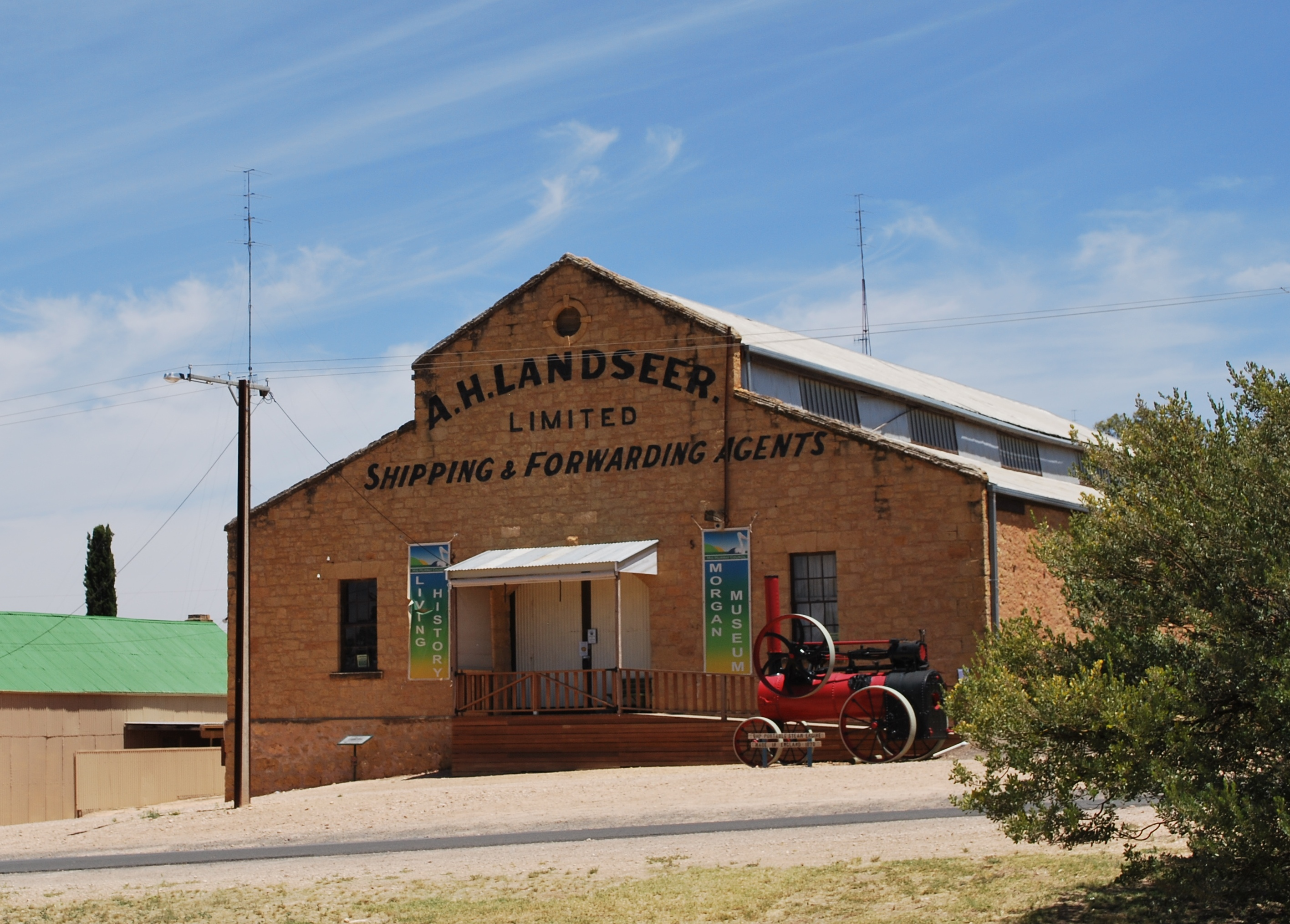
Museo
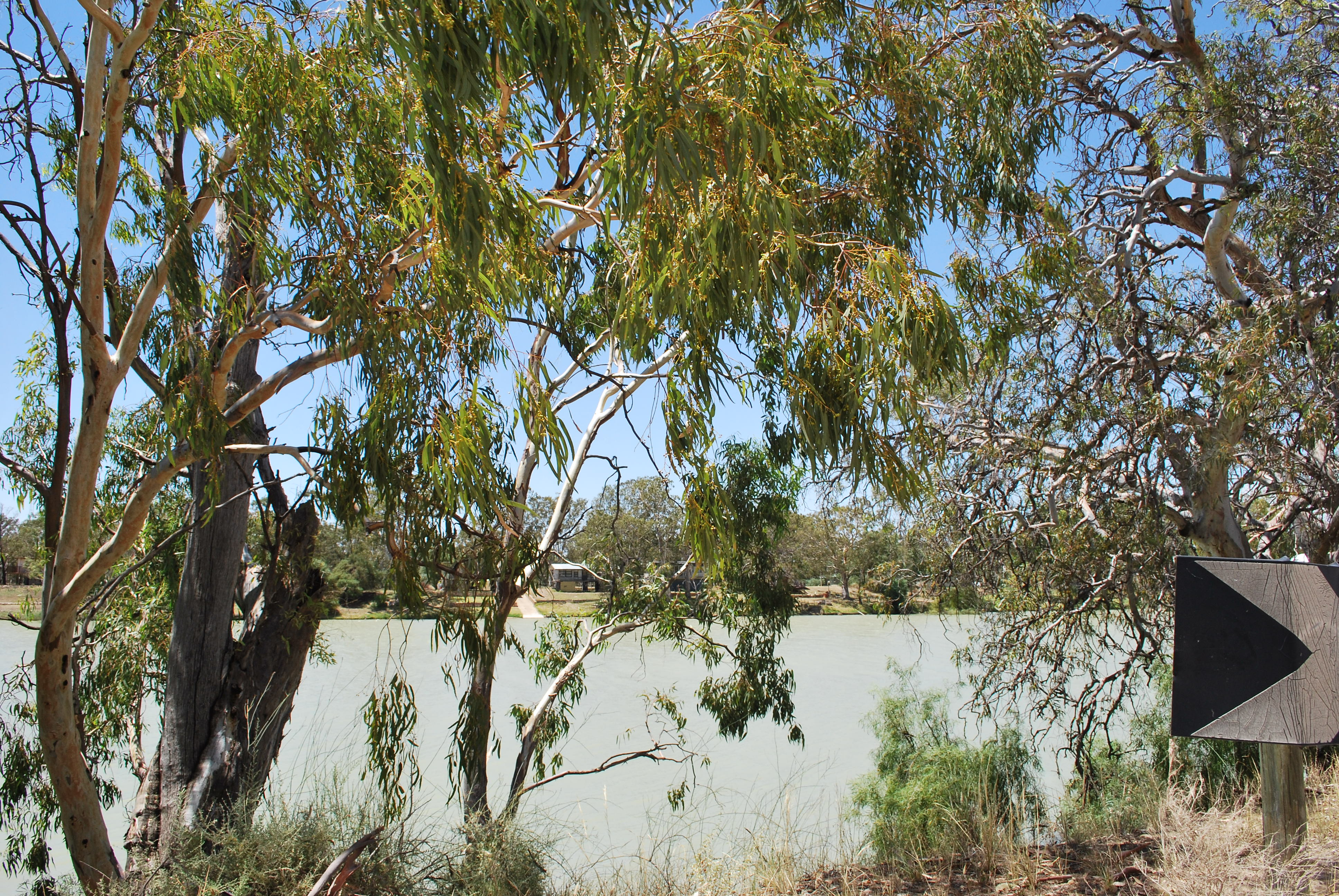
Río Murray
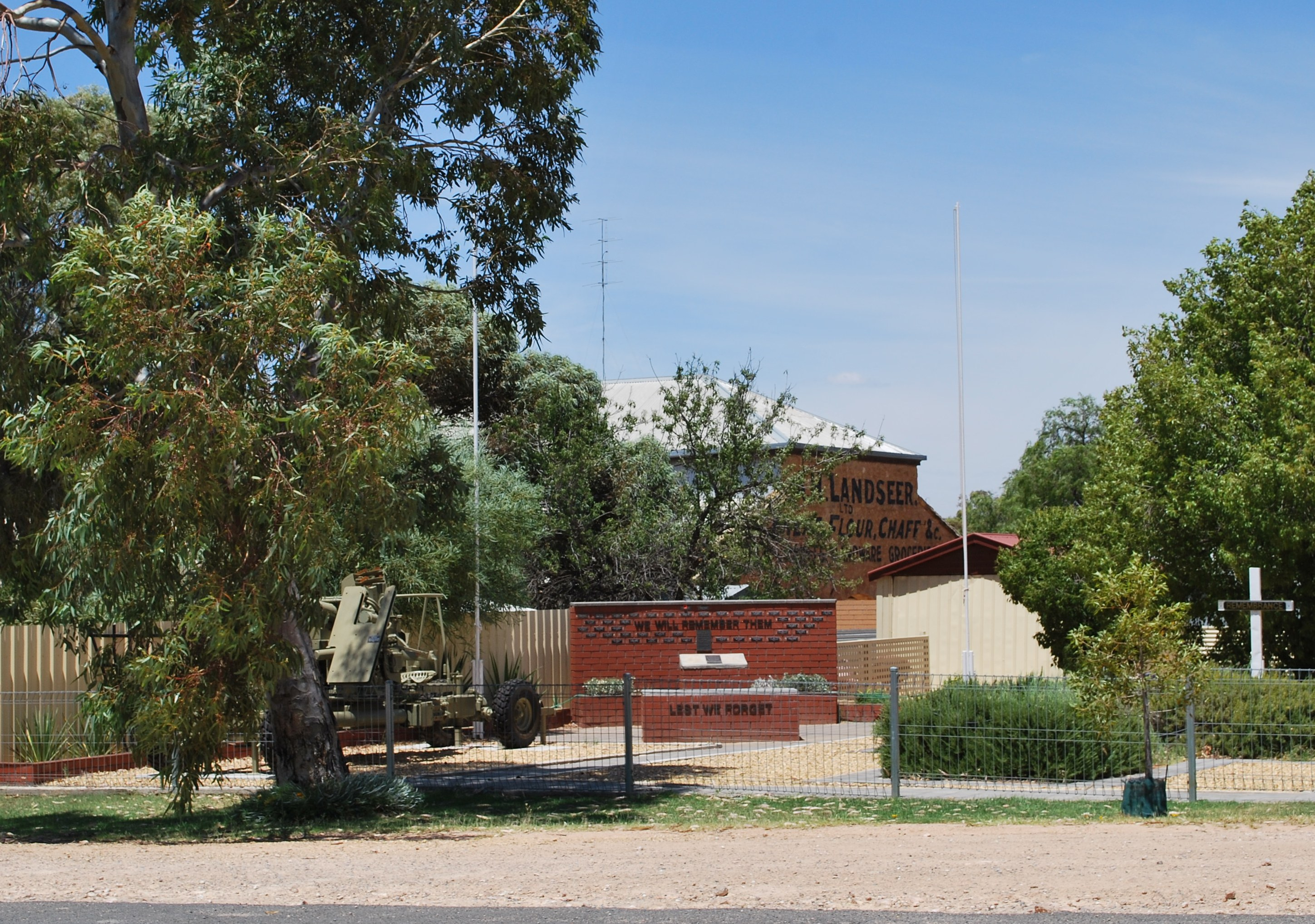
Monumento a los caídos
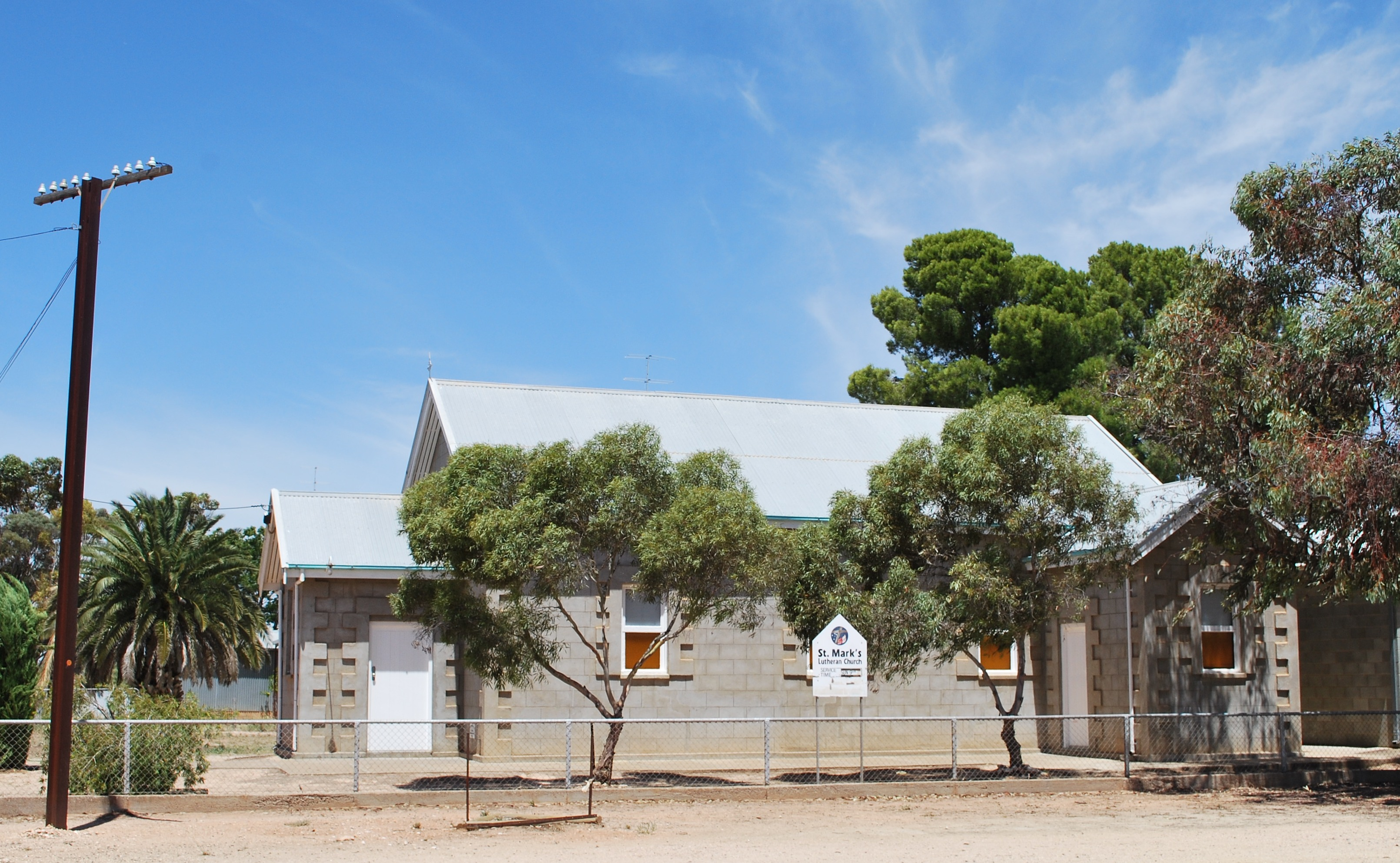
Iglesia luterana
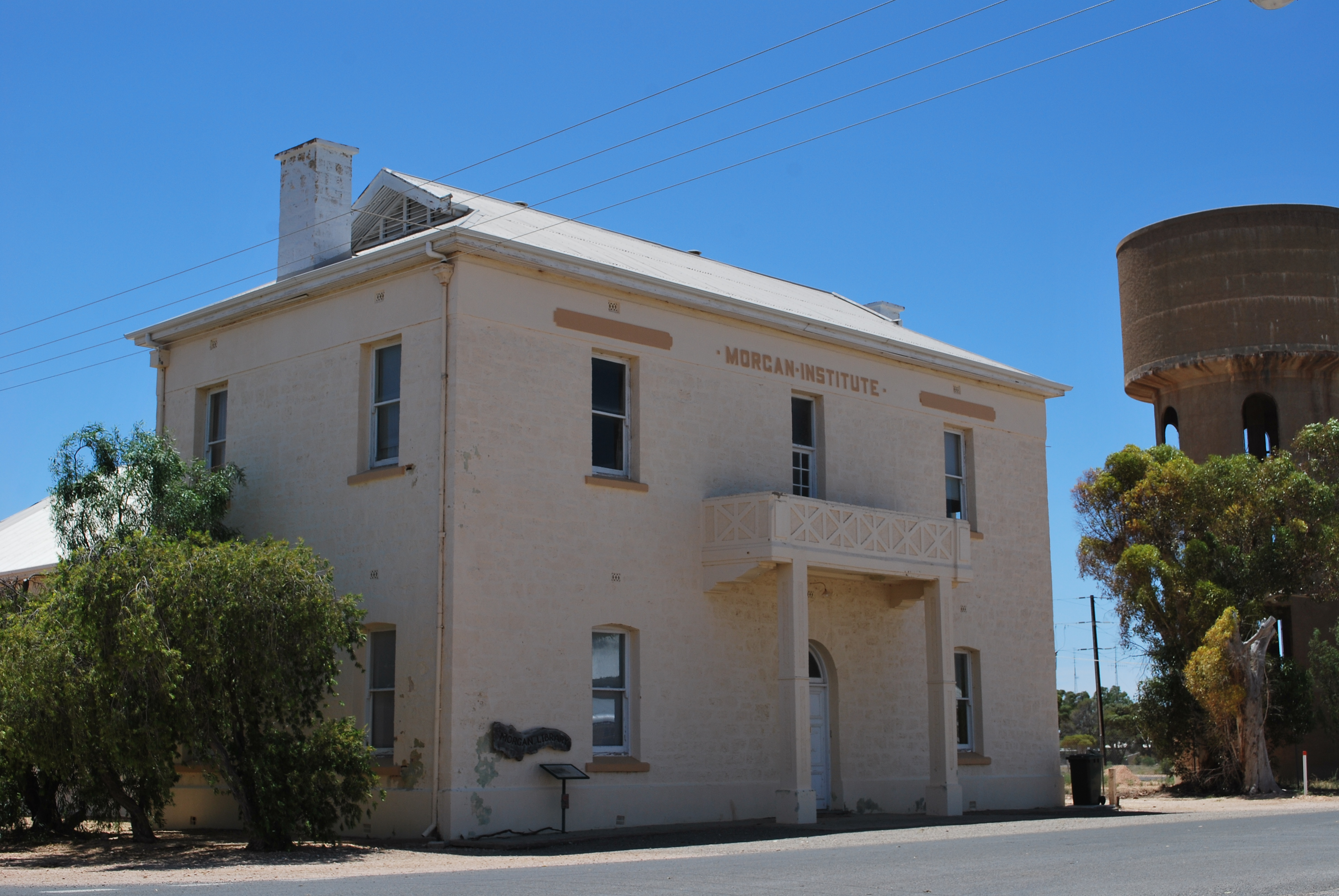
Instituto Morgan
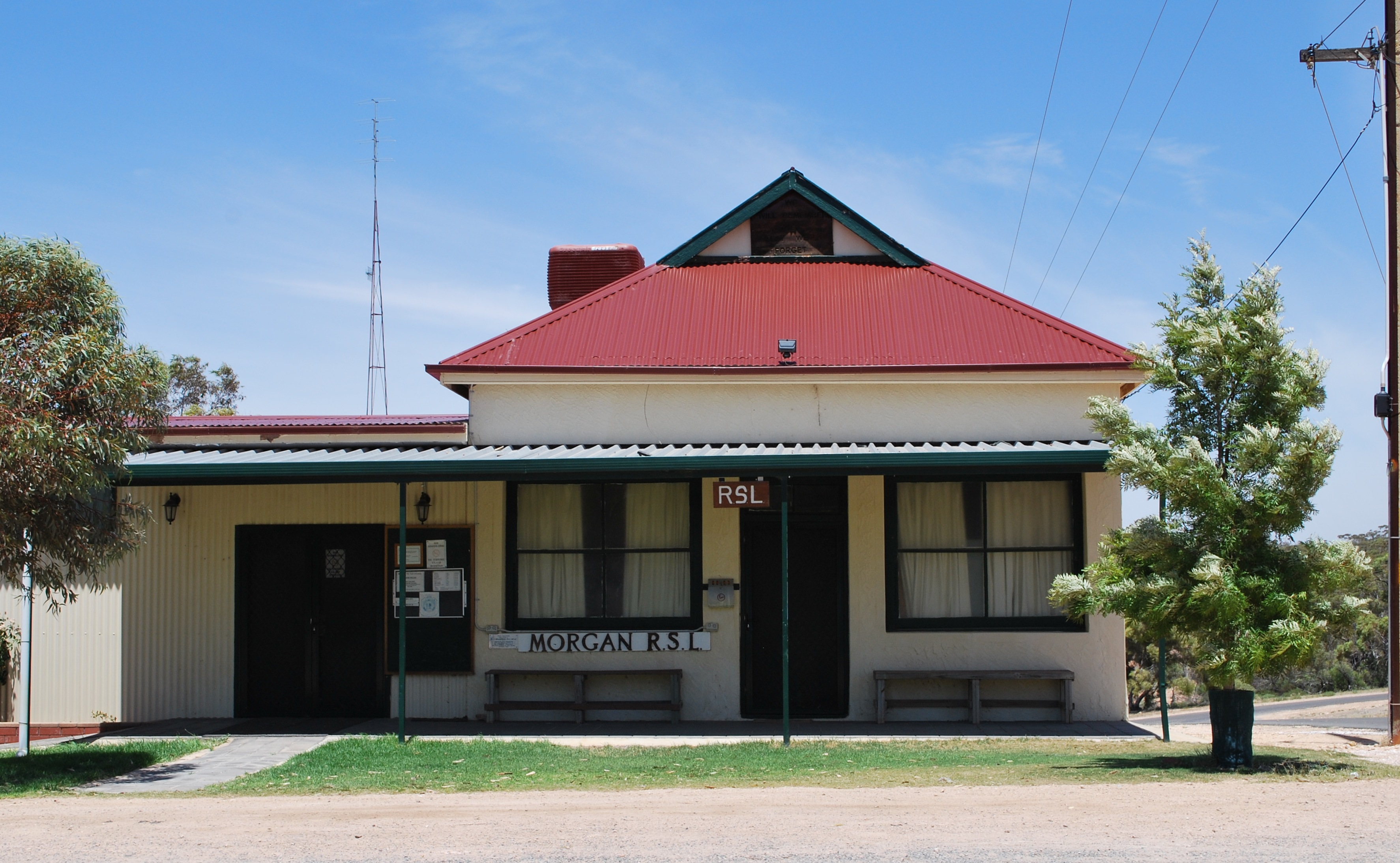
RSL
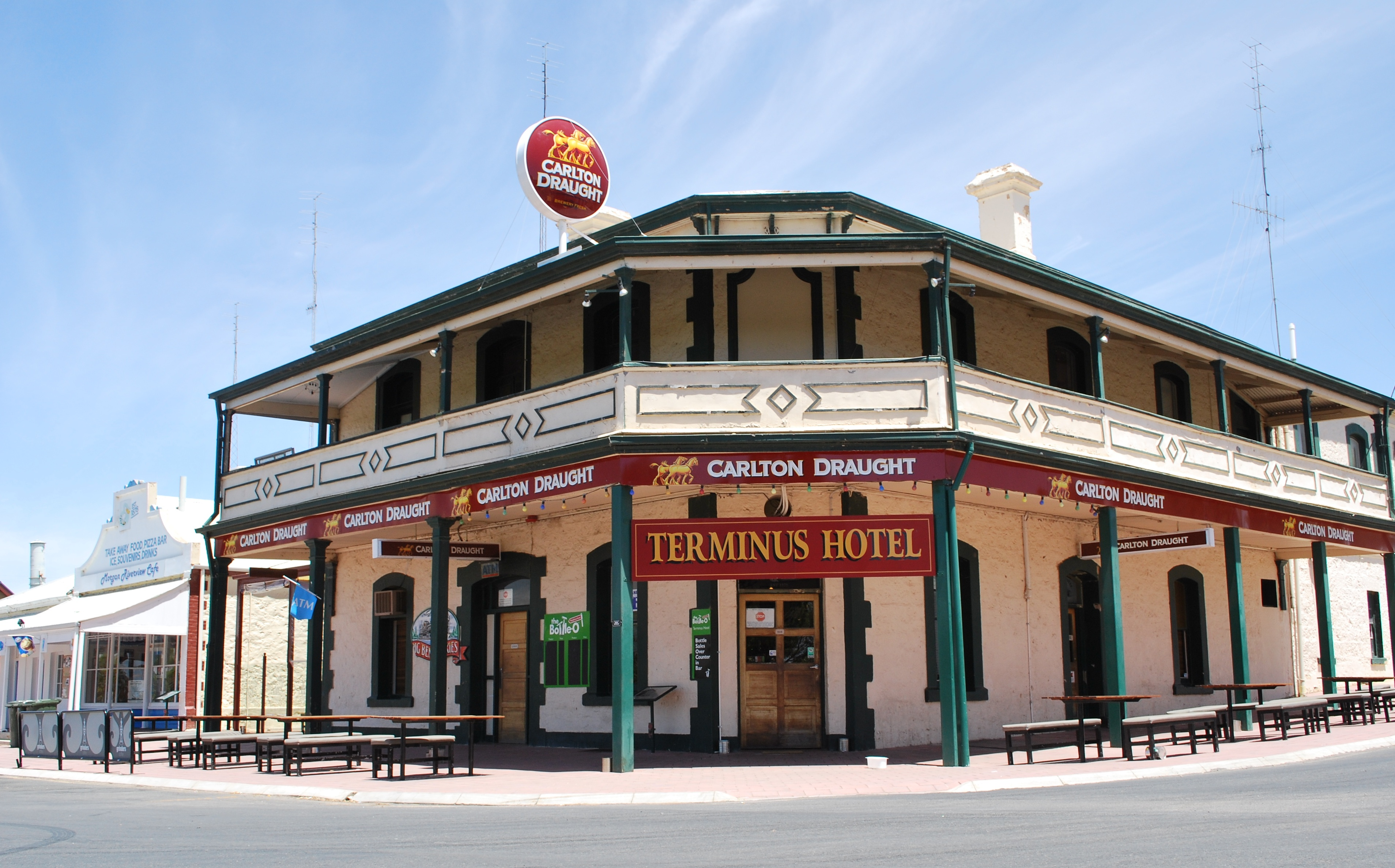
Hotel Terminus